# Восточная Малайзия

Физическая карта Восточной Малайзии

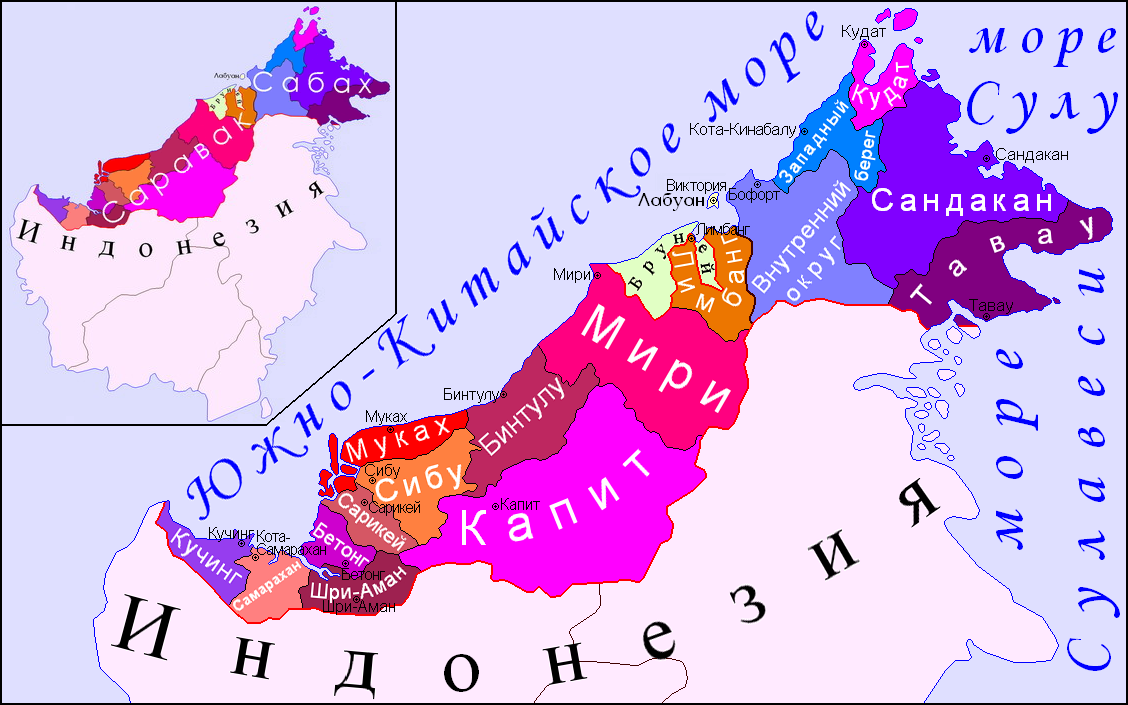
Административное деление Восточной Малайзии

Восточная Малайзия (малайск. Malaysia Timur) — расположенные отдельно от основной части страны административно-территориальные единицы Малайзии — штаты Сабах и Саравак, а также федеральная территория Лабуан.
Береговая линия Восточной Малайзии протянулась на 2250 км по северному побережью острова Калимантан, на востоке она расчленена на глубоко врезавшиеся в сушу заливы (Дарвел, Сандакан, Киманис, Лабук, Маруду) и острова, наиболее крупные из которых — Джамбонган, Банги, Лабуан и северная часть Себатика (южная принадлежит Индонезии).
Восточная Малайзия граничит на юге и юго-востоке с индонезийскими провинциями Западный Калимантан, Восточный Калимантан и Северный Калимантан, на севере — с султанатом Бруней.

## География
Рельеф Восточной Малайзии преимущественно горный. Здесь находится самая высокая точка Малайзии — гора Кинабалу (4101 м). Горы и плоскогорья спускаются к побережью, вдоль которого тянется узкая полоса низменных, часто заболоченных равнин. В горах много карстовых пещер, одной из самых известных среди которых является Ниах-Кейвз. Недра Восточной Малайзии богаты медными рудами, золотом, каменным углём и нефтью, добываемой также на шельфе. Нефтяное месторождение Самаранг (1972 год) на шельфе Сабаха, нефтяное месторождение Барония (1967 год) и месторождение природного газа в бассейне Центральная Лукония (1968 год) на шельфе Саравака.
Реки, крупнейшие из которых Кинабатанган, Раджанг и Барам, благодаря обилию атмосферных осадков полноводны круглый год и транспортируют значительное количество взвешенных частиц. В горах реки изобилуют водопадами и порогами, являясь потенциальным источником электроэнергии, а в низовьях много крупных дельт, и реки растекаются на множество рукавов и протоков и на значительном протяжении судоходны.
Климат Восточной Малайзии экваториальный. На побережье средняя температура круглый год 25—28 °С, в горах — прохладнее. Среднегодовое количество осадков от 3750 мм на равнинах до 5000 мм в горах. Осадки выпадают круглый год, но в результате чередования северо-восточного и юго-западного муссонов обнаруживают сезонную изменчивость: в Сараваке сухая погода бывает чаще, чем в Сабахе.
Почвенно-климатические условия Восточной Малайзии благоприятствуют произрастанию влажных тропических лесов, сменяющихся в горах смешанными и хвойными лесами. Биоразнообразие лесов поражает своим богатством: 8 тысяч видов цветковых растений, тысяча видов орхидей, 300 видов пальм, 500 видов папоротников, 60 видов бамбуков, 3 тысячи видов древесных растений. На побережье выделяется широкая полоса мангровых лесов. Чрезвычайно разнообразен животный мир: слоны, орангутаны, гиббоны, макаки, толстый лори, шерстокрылы, летучие собаки, летучие мыши, малайские медведи, крокодилы, изредка встречается суматранский носорог. Фауна птиц включает 600 видов, среди них птицы-носороги, попугаи, длиннохвостые дронго, аргусы и др. В реках и прибрежных водах много рыбы. Кроме того, в море водятся ракообразные, начиная от мелких креветок и заканчивая огромными омарами, а также моллюски и морские черепахи.

## История
Первые государственные образования на территории Восточной Малайзии созданы малайцами в X в. до н. э. В X—XII вв. территория находилась в вассальной зависимости от малайской империи Шривиджайя, в XIV—XV вв. — от яванского государства Маджапахит, затем с XVI в. до первой половины XIX в. принадлежала султану Брунея. В 1580 году здесь пытались закрепиться испанские колонизаторы, но их удалось изгнать. В XVIII в. некоторое время на этой территории существовала фактория Британской Ост-Индской компании. В начале XIX в. здесь располагалась одна из крупнейших баз пиратства и рынков работорговли. В 1842 г. английский авантюрист Дж. Брук за помощь в подавлении восстания даякских племён получил в управление от султана Брунея Саравак и титул раджи. Затем он и его наследники последовательно расширяли свои владения за счёт территории султаната Брунея в 1861—1905 гг. В 1847 г. Великобритания захватила у Брунея остров Лабуан. В 1877—78 гг. султан Брунея передал Сабах в аренду английскому дельцу Денту и австро-венгерскому консулу в Гонконге Овербеку. Затем все права на территорию Сабаха перешли к английскому торговому синдикату, который передал их Временной ассоциации Северного Борнео, получившей от английского правительства в 1881 г. грамоту на привилегии; в 1882 г. ассоциация создала Британскую компанию Северного Борнео, которая начала управлять этой территорией. В 1888 г. Северное Борнео (Сабах) и Саравак стали протекторатами, а в 1946 г. — колониями Великобритании. В 1890 г. Лабуан присоединён к Северному Борнео. В 1891 была определена граница между британскими и нидерландскими владениями на Калимантане, которая ныне является малайзийско-индонезийской границей. 16 сентября 1963 после длительных переговоров была провозглашена Федерация Малайзия, в состав которой на правах штатов вошли Сабах и Саравак. Создание Малайзии вызвало недовольство и противоборство со стороны соседей — Индонезии и Филиппин, которые претендовали на Северный Калимантан. Дипломатические отношения были разорваны, но в 1966 все три страны договорились о нормализации отношений и образовали Ассоциацию стран Юго-Восточной Азии (АСЕАН). В 1984 г. остров Лабуан выведен из состава Сабаха и подчинён непосредственно федеральному правительству.

## Население
Плотность населения Восточной Малайзии в три раза ниже средней плотности по стране, так как на её территории, занимающей 61 % от площади страны, проживает только 21 % населения Малайзии. В национальном составе преобладает коренное население Калимантана — даяки, проживающие во внутренних районах, следом за ними идут китайцы, проживающие в городах, и малайцы, составляющие меньшинство и занимающие приморскую равнину.
| № | Наименование | Статус                 | Код | Административный центр | Площадь, км² | Население, чел. (2010) | Плотность, чел./км² |
| - | ------------ | ---------------------- | --- | ---------------------- | ------------ | ---------------------- | ------------------- |
| 1 | Сабах        | Штат                   | SBH | Кота-Кинабалу          | 73 619       | 3 206 742              | 43,56               |
| 2 | Саравак      | Штат                   | SWK | Кучинг                 | 124 450      | 2 471 140              | 19,86               |
| 3 | Лабуан       | Федеральная территория | LB  | Виктория               | 92           | 86 908                 | 944,65              |
|   | Всего        |                        |     |                        | 198 161      | 5 764 790              | 29,09               |